# アウッラ
アウッラ (伊: Aulla) は、イタリア共和国トスカーナ州マッサ＝カッラーラ県にある、人口約11,000人の基礎自治体（コムーネ）。

## 地理

### 位置・広がり

#### 隣接コムーネ
隣接するコムーネは以下の通り。括弧内のSPはラ・スペツィア県所属を示す。
- ボラーノ (SP)
- フィヴィッツァーノ
- フォズディノーヴォ
- リッチャーナ・ナルディ
- ポデンツァーナ
- サント・ステーファノ・ディ・マグラ (SP)
- サルザーナ (SP)

### 気候分類・地震分類
アウッラにおけるイタリアの気候分類 (it) および度日は、zona D, 1658 GGである。
また、イタリアの地震リスク階級 (it) では、zona 2 (sismicità media) に分類される。

## 行政

### 分離集落
アウッラには以下の分離集落（フラツィオーネ）がある。
- Albiano Magra, Bibola, Bigliolo, Canova, Caprigliola, Gorasco, Olivola, Pallerone, Quercia, Serricciolo, Vecchietto

## 姉妹都市
- Villerupt、フランス